# Ismail El Haddad
Ismail El Haddad (Casablanca, 3 augustus 1990) is een Marokkaanse voetballer die doorgaans als aanvaller speelt. Hij verruilde in 2021 Wydad Casablanca voor Al-Khor. El Haddad debuteerde in 2016 in het Marokkaans voetbalelftal.